# 2027 (パチスロ)
『2027』（にいまるにいなな）とはJPSが開発した5号機のパチスロである。保通協における型式名は「ニーマルニーナナ」。2007年7月17日に各地のホールに導入された。販売台数は2007年末時点で約6万台を記録し、JPSのパチスロ機としては過去最高の売上となっている。
キャッチフレーズは「新時代がここから始まる」。
2008年1月に後継機として『2027X』が、2009年7月にシリーズ3作目となる『2027II 〜すべてはここから〜』（ニーマルニーナナセカンド）が、それぞれ同社から発表された。その後2012年10月には本機種をリメイクした『2027 -Revise-』がスターから発表されている。また、2022年4月に最新作『S 2027DB』が再びJPSからPB機として発売された。6号機となりスペックは過去作と異なるが演出は初代のものが流用されている。

## 概要
当機のボーナスは純増28枚のレギュラーボーナス（JAC BONUS）しかない。ボーナス当選確率は1/99.3（設定1） - 1/96.4（設定6）と甘く設定されているが、獲得できる枚数が非常に少ないため、ボーナスの連荘だけでコインを増やすのは非常に難しい。これを補うのが、当機の最大の特徴であるバトルモード（BM）である。
BMはある条件を満たした状態で、ボーナスが成立した際に突入する。リプレイタイム（RT）にアシストタイム（AT）をセットにしたもの（ARTと呼ばれる）で、1ゲーム当たり約1.8枚のコイン増加（メーカー発表値）が見込める。BMは20Gで1セットとなり、BM継続率（正確にはアシストタイム[AT]の継続率）は70%から95%まで1%刻みで26段階存在する。
BMはボーナス成立によって始まり、ボーナスを揃えることで終了する。このシステムにより「ボーナスは成立したゲームで揃える」という型式試験時の規則を逆手に取り、設定6での機械割116%（メーカー発表）を実現している。またBMを任意のタイミングで終わらせることができるため、継続率によるBMの管理（4号機の『北斗の拳』と似たようなメダルが増えていく状態を維持するかどうかの抽選を特定の継続率によって、一定のゲーム数ごとに行うシステム）を可能にした。

## ゲームの流れ
『2027』は通常時の高確チェリーやリプレイの一部によるモード移行、潜航モードでのポイント獲得、高確率モード滞在中でのボーナス当選が重要な鍵を握る。

### 滞在モードとBM
通常ゲーム時での滞在モードには、高確率モードと低確率モードが存在する。高確率モード滞在中にボーナスに当選するとBM（ART）に突入し、BM継続率が高いほど多くのメダル獲得を見込める。一方、低確率モード滞在中にボーナスに当選するとJAC BONUS（28枚）のみとなり、ほとんどメダルを獲得できない。なお、通常ゲーム時に、後述のスペシャルリプレイに当選すると、滞在モードに関係なく継続率95％でBMに突入する。

高確率モードへの移行は、チェリーとリプレイの一部で抽選する。低確率モードへの移行は、リプレイ成立時の約50%で抽選する。高確率モード滞在中に高確率モードへの移行抽選に当選すると、1つ分の高確をストックとして内部に溜め込む。ストックを溜め込んだ状態で低確率モードへの抽選で当選した場合、内部に溜め込まれているストックが消費され、低確率モードへは移行しない。

- 低確率or高確率のモード移行は、液晶画面である程度判断ができる。基本的に潜水艦が小さく見えて画面が明るいと低確率モードの可能性が高く、逆に潜水艦が大きく見えて画面が暗いと高確率モードの可能性が高い。
- 海底都市ステージに移行した場合、高確率モード滞在中かつ1つ以上の高確のストックが確定。最大32個までストックする。
- ボーナス消化後は、滞在モードはリセットされ、高確率モードから再スタートとなる。

### BM継続ポイント
潜航モード時によるチェリー当選、10枚役入賞で、BM継続ポイントを獲得できる。獲得したBM継続ポイントは、BMに突入したときに消費される。消費されたBM継続ポイントに70を加えた数値がBMの継続率となる。たとえば、獲得したBM継続ポイントが10だった場合、BM突入時に70が加わり、BM継続率は80%となる。つまり、BMを長く継続させるためには、多くのBM継続ポイントを獲得する必要がある。

なお、1度に消費されるBM継続ポイントは最大で25である。獲得したBM継続ポイント数が26以上の場合、余ったBM継続ポイントは次回のBMに持ち越される。また、スペシャルリプレイ当選によるBM突入の場合、BM継続ポイントを消費しなくても継続率は95%となる。

## 小役の役割
滞在モードの移行やBM継続ポイントの獲得は、小役が大きく関係している。

### チェリー
チェリーの出現率は全設定共通で約1/30となっている。チェリーは、内部的に次の3種類に振り分けられる。
高確チェリー
チェリー成立時の約28-35%で高確率モードへの昇格抽選を行っている。低確率モード滞在中に高確チェリーに当選した場合、高確率モードへ移行する。高確率モード滞在中に高確チェリーを当選した場合、1つ分の高確をストックとして内部に溜め込む。
潜航チェリー
チェリー成立時の約60%で、BMの継続率アップが狙える「潜航モード」に移行する。この潜航モード滞在中にチェリー当選もしくは10枚役を入賞させると、ポイントを獲得できる。
- 潜航チェリー獲得後10ゲーム間は、「内部潜航モード」に移行(液晶上は通常画面と同じ)。この10G間に更にチェリーが当選すると、画面上に「潜航モード」と表示される。
- 潜航モード滞在中、さらに潜航チェリーを獲得すると、潜航モード終了後に10Gの「スーパー潜航モード」に移行する。こちらは「潜航モード」に比べ、チェリーもしくは10枚役入賞時に獲得できるポイントが高く設定されている。
- スーパー潜航モードのG数は、同モード滞在中に潜航チェリーが当選するごとに10Gずつ上乗せされていく。
- 獲得ポイントの大小は、海賊船撃破（チェリー入賞）時や爆雷回避（10枚役入賞）時に発生する爆発の大きさである程度判断できる。爆発は大きさが3段階あり、大きいほど高ポイントの獲得が期待できる。
- チェリー当選時は1、5、10のいずれか、10枚役入賞時は1、3、5のいずれかの獲得ポイントがある。
- 獲得できるポイントには設定差があり、高設定ほど高ポイントの獲得が期待できる。

レアチェリー
チェリー当選時の約6-12%で出現する「潜航モード」「高確率モード」のどちらにも移行しないただのチェリー。「潜航モード」滞在中以外では取得しても意味が無いため、カスチェリーとも呼ばれる。

### リプレイ
リプレイは、次の3種類が存在する。
通常リプレイ
水色の魚雷は通常リプレイである。成立時の50％で低確率モードへ、5％で高確率モードへ移行する。通常リプレイが連続で当選した場合、2回目以降のリプレイはモード移行抽選を行わない。
チャンスリプレイ
緑色のレーダーはチャンスリプレイである。成立時の約40％でボーナスに当選する。高確率モード滞在中にボーナスに当選した場合、BMに突入する。BM突入のメイン契機である。また通常リプレイ同様、同じ確率で高確率モードと低確率モードの移行抽選を行っている。
スペシャルリプレイ
赤7はスペシャルリプレイである。当選確率は低いが、通常ゲーム中に当選すると、滞在モードに関係なく継続率95%でBMに突入する。ただし、BM中やボーナス成立後に当選した場合、単なるリプレイとして扱われ、何の恩恵も受けない。いかに通常ゲームで当選するかが重要な鍵となる。
- スペシャルリプレイ当選確率には設定差があり、高設定ほど当選しやすい（設定1：約1/1600 - 設定6：約1/800）。
- スペシャルリプレイ当選時、赤7を引き込めない位置でストップボタンを押すと、代わりにチャンスリプレイが揃う。しかし、内部的にはスペシャルリプレイと同じ扱いになっている。

## ボーナス当選
ボーナス成立の契機は次の3種類存在する。

チャンスリプレイ
約40%の確率で同時当選する。ボーナス当選時が高確率モード中だった場合、そのままBMに突入する。ボーナス当選時が低確率モード中だった場合、そのままボーナス確定画面に突入する。
スペシャルリプレイ（赤7）
必ず同時当選し、滞在モードにかかわらず、継続率95%でBMに突入する。
単独ボーナス
単独ボーナスも存在する。ただし、確率は1/16,384と極めて低い。なお、チャンスリプレイ同様、ボーナス当選時が高確率モード中だった場合、BMに突入する。

## 演出
主な演出の種類として、チャンス演出とBM突入確定演の2種類が存在する。

### チャンス演出
3分割されている通常画面に、それぞれセンチュリオンの乗組員（恵介・優・愛・小宮・ペンタのいずれか）が出現。会話演出やレーダーで何かを発見する演出が展開される。チャンスリプレイ成立時に発生する演出である。最大2G継続する。
ペンタ逃亡
小宮が逃げ出したペンタを探す演出。
嫌な気配が……
双子姉妹が何かの気配が近づいてくるのを感じ取る演出。
距離XXXXに艦影!
優が、センチュリオンに近づいてくる艦影（?）を発見する演出。
発見!?
距離4000 - 5000の間、双子姉妹が何かを発見する演出。通常は愛が発見者だが、優が発見者だとBM確定。
ソナーに感!
艦影が急速にセンチュリオンに接近してくる演出（潜航モード中はこの演出のみ）。
ようこそ……
マスターとその部下が画面に出現し、センチュリオンに伝言する演出（海底都市ステージ限定）。時折レバーオンした際に敵海賊のカットインが入り、BM突入の期待度を示唆する（期待度はマスター＞エル（el）＞ケイ（K）＞ドブロフスキーの順）。マスターの映像がクリア（ノイズなし）orマスターの最後の台詞後、モニターにelが出現すればBM確定。
無演出（ブラックアウト）
無演出チャンスリプレイは、揃った時点で高確率滞在中が確定（次ゲームで必ず海底都市画面に移行）。ボーナスが成立していた場合は、2G以内にBMへ突入する。
- 演出終了後に海面画面へ移行すればボーナス確定（BMに突入するかどうかは別）。
- チャンスリプレイ成立後の2G間はプチRTに突入し、通常リプレイ成立確率が大幅にアップする。ボーナス当選時はチャンスリプレイ成立確率もアップ（約1/10）するため、演出（プチRT）中にチャンスリプレイが頻繁に成立するようならボーナスの期待度大。
- 演出中に潜水艦を発見できればBM突入確定。チャンスリプレイ成立時にいきなり発見するパターンや、BM突入確定BGMも存在する。
- 演出途中で波紋が出現した場合、10G以内にチェリーを引いていなければボーナス確定。

### BM突入確定演出
レバーオン後のリール始動と同時に、通常と異なる演出が展開される1G完結型の演出である。「強演出」とも呼ばれ、これらの演出はBM突入が確定する上、スペシャルリプレイの当選が期待できる。ただし、高確率モード中にチャンスリプレイからのボーナス当選によるBM突入確定の場合もある。
艦内高速移動
潜水艦（センチュリオン）の艦内を高速で視界移動し、敵潜水艦を発見する。演出の最初に鳴海三兄妹が出現するパターンと、センチュリオンの真正面が出現するパターンがある。
赤警報（レッドアラーム）
通常画面のまま海面が警報（アラーム）で赤く染まった後、鳴海三兄妹のカットインが映る。優・愛「前方に潜水艦!」のセリフ後、敵潜水艦（el）が正面からつっこんでくる。この演出のみ仕様が異なり、レバーオンとほぼ同時に演出が始まる。
敵潜水艦特攻
いきなりelの潜水艦が正面から突っ込んでくる。
光る右目
レバーオン時に波紋出現で、いきなり潜航モード画面に移行。恵介が海賊船に魚雷を発射しようとした瞬間、愛・優が恵介を引きとめ敵潜水艦（el）を発見する（潜航モード中の赤7は、必ずこの演出が選択される）。
ソナー異音→優or愛出現
チャンスリプレイが揃うソナーが通常と異なり、更にガラスの「内側」に優or愛がアップで出現→「距離2000 潜水艦発見!」と叫ぶ。
優or愛からの……
優からはご褒美（投げキッス）が、愛からはプレゼント（裸眼でウィンク）がそれぞれもらえる。プレミア演出だが、赤７が揃うことは稀である。
潜水艦発見!
ボーナス非重複チャンスリプレイの連続演出中にスペシャルリプレイが成立した際は、演出途中にいきなり潜水艦を発見する。演出パターンは様々で
1. 優・愛姉妹がいきなり恵介の左右に出現し「潜水艦発見!」と言う。
2. 演出中にいきなり優or愛のカットインが入り「探信音、探知されました!」と言う。
3. それまでの会話の流れを無視し、敵潜水艦がいきなり出現する……など。

- 時折ウェイトランプが高速点滅する場合もある（確定ではない）。

## バトルモード（BM）
BMでは、液晶画面にセンチュリオンが敵の潜水艦と戦うオリジナルアニメが流れ続ける。BMは20Gセットの1G目に行われる継続抽選に外れるまで継続する。継続抽選に外れた場合、そのセットで終了する。

継続G数が800を越え、かつ継続抽選から外れた場合、そのセットでは終了しないで、「ワインエンディング」と呼ばれるエンディングに突入する。3セット（60G）にわたって展開されたのち、BMは終了する。

BMの最大継続G数は3000Gである。3000Gに達すると、強制的にエンディングに突入する。

なお、BM中にBAR図柄を揃えてしまうと、BMが強制終了する。オヤジ打ちでBAR図柄が揃うことのないよう、BM中は目押しが必要である。
BMの終了契機は以下3つである。
1. BAR図柄が揃う（BM中のJAC BONUS入賞）。
2. 海面に潜水艦が浮上する（継続抽選に外れる）。
3. BMの継続G数が3000Gに達する（エンディング突入後に終了するため、3060Gで終了する）。

### 成立役
- BM中は通常時では完全に取得できない3択（赤7・青7・BAR頭）の10枚役とチェリーの成立、またJAC BONUSが揃えられる状態か否かをリール左側のナビランプでアシストする。ナビランプ非点灯時は、リプレイ（3種類のいずれか）が成立。これが本機のアシストタイム（AT）にあたる。
- ごく稀にナビランプが非点灯にもかかわらず、10枚役やチェリーが揃ってしまったりナビとは異なる小役が入賞したりする場合もある。
- 5.0号機の仕様により、BM中では、チェリーや10枚役が成立していても、ボーナス図柄が優先的に揃ってしまう（リプレイを除く）。そのため、BM中はボーナス図柄を入賞させないよう、注意して打つことが重要である。
- 通常時とは違い、3種類全てのリプレイが単なるリプレイとして扱われる。そのため、BM中にスペシャルリプレイが当選しても、継続率がアップしたり、継続率95％分のBMがストックされたりなどの恩恵はない。
- メーカー発表では、BM中は1Gあたり1.8枚増となっている。

### 継続
- BMは20Gで1セットとなっており、各セットの1G目（1G、21G、41G、……）のレバーオン時に継続抽選を行っている。BM継続率は70-95%であり、最高継続率(95%)なら単純計算で20連荘以上が期待できる。
- BMのストック機能は無い。そのため、継続抽選から外れたセットで終了となる。
- BMの最大継続G数は3060Gとなっている。3000Gに達した時点でエンディングに突入する。
- 原因は不明だが、まれに20G単位以外の中途半端なゲーム数で終了する場合もある。
- 連続継続特典として、1081-1220G間で「THE DIE IS CAST（さいは投げられた）」（歌：カンノユウキ）、1501-1640G間で「MISSION」（歌：青葉りんご）というオリジナルソングが流れる。なお更に継続を重ねると1781G,2341G,2901Gから「THE DIE IS CAST」が、2061G,2621Gから「MISSION」が再度流れる。

### 演出
- 各セットの10G目にセンチュリオンが魚雷発射管を開く（正面の穴から空気が出る）とBM継続確定。これ以外にも継続or非継続or海面移行確定の演出が存在する。
- 各セットの最終ゲーム付近で敵艦を捕捉したり、恵介が「追撃」「索敵」といった前向きなセリフを言うと継続確定。また魚雷発射も確定。逆に敵艦を捕捉出来なかったり、恵介が「退却」「撤退」などといった後向きなセリフを言うと海上画面に移行する。
- 各セットの前後で話が上手くつながっていない場合もある（例：敵潜水艦が崩れた岩礁を回避したのに、なぜか次のセットではその岩礁に押さえつけられている状態になっている）。
- 801G以降は同じ演出が140G周期でループし、各セットの20G目に「（このまま）合流地点を目指すぞ」というセリフが出ない限り、継続が確定する。
- BM中にときおりペンタ（下記の登場人物欄参照）が「幸運度」と称してBM継続率を教えてくれる（信頼度は約80%）。

### 海上画面
- 海上画面に移行するとBM終了のピンチ。継続抽選に外れていた場合、潜水艦が海面に浮上しBMは終了する。だが「BATTLE MODE」のロゴが浮上すれば継続が確定する。
- 潜水艦浮上後は小役のナビアシスト（AT）が完全に無くなり、単なるRTとなるためコインの増加はほぼ見込めない。
- 801G以降で継続抽選が外れた場合、すぐにBMは終了せず60G継続のエンディングに入った後、海上画面に移行する。
- BM401-500G、701-800Gは固定演出のため、海上画面に移行するとBM終了が確定する。

### ワインエンディング
- BM801G以降に非継続抽選を引くかBM3000Gに達した場合、60G継続のエンディングに移行する。この60G間の演出は完全固定で、エンディング終了後は必ず海上画面に移行し潜水艦が浮上する。
- エンディングの最終ゲーム付近で、クラウスがワインをこぼすのが名前の由来。
- BMの上限である3000Gを完走させると残り60Gのエンディングがプレミアムエンディングに変化するという噂もあったが、実際は3000G完走後もワインエンディングしか存在しない。

## 2027X
『2027』のスペックを変更し、2008年3月10日に発売された後継機。保通協における型式名は「ニーマルニーナナX」。
キャッチフレーズは「その“存在”が見える時…全てが変わる」

### 概要
『2027』と同様にボーナスではなく、ART（バトルモード（BM））によってメダルを増やす。『2027』ではBM継続率が最大95%だったのに対して、今作は最大継続率98%を謳っている。
『2027』に比べ設定間の格差が大きくなり、設定6の機械割が118%に増加、逆に設定1の機械割は95%に減少した。またBMの最大継続率上昇にともない（赤7出現率を含めた）BM突入確率が低下したため、『2027』に比べると荒波仕様となっている。
2008年1月23日に内覧会が催され、ホールには同年3月10日より導入。当初より2万台の限定販売となる予定である。

### 前作との比較
1.スペシャルリプレイ（赤7）の当選率の変更
スペシャルリプレイの当選率が前作に比べて低くなった（設定1：約1/1800 - 設定6：約1/1200）。ただし、前作はスペシャルリプレイ当選でのBM継続率が95%固定だったのに対し、今作では95%または98%となっている。98%に当選した場合、平均でBM50連（1000G）の継続、10回に1回は3060G完走が期待できる（BM継続率98%の選択率は設定1：約2% - 設定6：約50%）。
2.キャラクターカットイン（BM突入時）
バトルモード突入直後、1G目のレバーオン時に敵海賊がカットインするようになった。このカットイン時に登場するキャラでBM継続率の高低がある程度判断できる（前作ではBM突入の期待度を示唆していた）。期待度はマスター＞エル＞ケイ＞ドブロフスキーの順だが、BM継続率70%（最低値）でもマスターがカットインする場合もあり、あくまで参考程度にしかならない。
ただし、スペシャルリプレイ当選によるBMでドブロフスキーがカットインした場合のみ、BM継続率は98%が確定する。逆に、通常のBMでドブロフスキーがカットインした場合、継続率90%以下が確定する。
3.各種ランプの変更
前作では筐体右側にある【BATTLE MODE】ランプがBM突入時とBM中、常に光っていた。一方、XのBMランプはJAC-BONUSランプと連動して点灯する仕様になった。そのためBM中であってもリプレイ成立時はBMランプが消灯し、（潜水艦浮上の際の）ただのJAC成立時でもBMランプが点灯する。
また海上画面では筐体右下にあるレーダー（ペンタランプ）が点灯しなくなり、ランプによるBM継続・非継続判別ができなくなった。
その他にも筐体左のナビランプが見やすくなったり、枠の色が変わったりと細かい点で変更がある。
4.各種小役の確率変更
チェリー出現率が比較的高くなった（約1/24）。しかし高確・潜航チェリーの割合は低下し、レアチェリーの割合が激増している（内訳…高確チェリー：約20-25%、潜航チェリー：約43-48%、レアチェリー：約27-37%）。高設定ほどモード移行の恩恵を受けやすい。
通常リプレイ成立時のモード降格抽選にも設定差が設けられ（前作では全設定共通）、高設定ほど高確率に滞在しやすい。
通常時における10枚役成立確率とナビ率がダウンし、コイン持ちが前作に比べて悪化している。
BM中は前作では1Gあたり1.8枚増となっていたが、本作では1Gあたり1.6枚とBM中の増加枚数も減少している。なお、リール配列や通常時の演出、バトルモードの基本仕様やストーリーに変更点はない。また、JACボーナスの成立確率も前作と同じである。

## ストーリー紹介

### プロローグ
以下の年表は本機のデモンストレーション画面による。
- 2007年
  - 7月7日
    - 最新鋭潜水艦 "センチュリオン" 航行。
    - 日本海溝にて "センチュリオン" 消失。

  - 7月21日 - "センチュリオン" 沈没疑惑浮上。
  - 7月31日 - "センチュリオン" 亡命疑惑浮上。残骸見つからず。
- 2008年
  - 8月31日 - 原因不明の海面急上昇、始まる。
  - 9月3日 - 地殻変動、始まる。
  - 9月23日 - 陸地90%以上、海抜0m。
- 2027年7月7日 - "センチュリオン" 20年後の未来に現る。

2007年、試験航行のために日本を発った "センチュリオン" を、突如として衝撃が襲い掛かる。乗組員たちが気づいたとき、センチュリオンは2027年―――20年後の未来の地球―――にタイムスリップしていた。
2027年……地球は、異常気象によって強烈な紫外線が降り注ぎ、海が90%以上を占める【水の惑星】と化していた。生き残った人々は日々襲い掛かる「海賊」と呼ばれるものたちに怯えてながら、限られた陸地と海での生活を余儀なくされていた。
元の時代に戻る方法を知らない乗組員たちは、この時代を生き抜くために「海賊」と戦うことを決意する。
やがて乗組員たちは海賊に抵抗している人々と出会い、彼らから海賊たちの支配者である「マスター」と呼ばれる存在を耳にする。海賊壊滅を願う彼らの支援の受けながら、センチュリオンは「マスター」との戦いに望む。
マスターを倒せば、センチュリオンは元の時代へと戻れるのだろうか? それとも……。

### BM中のストーリー
BM中のアニメは細かい部分をのぞけば、継続ゲーム数ごとにストーリーが固定されている（全然違う敵が出てきたり、話が大幅に変化したりはしない）。またそのBMでどれだけ話が進んでいたとしても、次回BMは必ず最初から話が始まる。
- 【001G - 200G】……「V.S ドブロフスキー -東の海の死闘-」
- 【201G - 400G】……「V.S ケイ（K） -もう一人の"私"-」
- 【401G - 440G】……「つかの間の休息 -ベース（基地）にて-」
- 【441G - 500G】……「真実と邂逅 -ケイの謎-」
- 【501G - 700G】……「V.S エル（el）1 -不死身の海賊-」
- 【701G - 800G】……「それぞれの思惑 -うごめく陰謀-」
- 【801G - ???G】……「V.S エル（el）2 -終わりなき戦い-」
- 【???G - 60G間の固定継続】……「V.S　マスター -最終決戦-」（別名：ワインエンディング）

## 登場人物

### センチュリオン
物語の主たる舞台となる最新鋭の原子力潜水艦。アメリカ海軍の攻撃型原子力潜水艦・シーウルフ級がモデル。姉妹艦として「2027Ⅱ」に登場する「エクセリオン」がある。魚雷発射管8本、最大魚雷積載数77本、対艦ミサイルも装填可能。静粛性に富み無音に近い形で航行が可能であり、更にソナーが多方面に装着され索敵にも優れる。2007年7月7日、試験航海中に日本海溝近海でタイムスリップし20年後の2027年の世界に迷い込む。乗組員は20名前後。
鳴海 恵介（声：奥田啓人）
本ゲームの主人公で、潜水艦「センチュリオン」の艦長「代理」。冷静さと的確な判断力を兼ね備えており危ない橋は渡らないタイプだが、ときには奇抜な発想やひらめきで敵を翻弄することも。右目が発光する特殊体質の持ち主。
鳴海 優・鳴海 愛（声：松浦チエ・峯香織）
恵介の双子の妹。短髪・貧乳が優で、長髪・巨乳・眼鏡が愛。優が姉で愛が妹。センチュリオンのソナー担当。恵介と同じく、2人とも右目が発光する特殊体質を持っている。が、それのみならずレーダーすら使わずにはるか遠くの敵潜水艦を（距離も含めて）目視できる能力を持つ。
東郷 正次郎（声：大木民夫）
センチュリオンの艦長。白髪・白ひげの53歳。2006年に一線から退いたが、2007年突如として復官。そのままセンチュリオンの艦長に任命される。「艦長」とは呼ばれているがそれは名目上で、本人は体調の関係上ほとんど戦闘には参加せず、実質的な権限は恵介が握っている。エンディング（60G）でマスターとの戦闘後、息絶える。
ペンタ（声：峯香織）
センチュリオンにいるペンギン型ロボット。自らの意思による二足歩行や扉（ハッチ）の開閉といった高度な移動能力を持ち、少しだけなら感情表現もできる。またエンディングではマスターの超能力をはじき返すシーンがありと不思議な能力を持ったロボットである。背が低いせいと勝手気ままに歩き回るせいもあってか、よく皆から蹴飛ばされてすぐに故障する。「ペーン」または「ぺ」と鳴く。海底都市滞在中、BM中は幸運度（BM継続率）を遊技者に伝える。
小宮 佐知子（声：世戸さおり）
センチュリオンの電気系統担当。ペンタの修理係でもある。優とは犬猿の仲で、よくケンカしている。
大屋 竜男（おやっさん）（声：大木民夫）
機関室長、髭のおじさん。
剛田 源二郎　
魚雷室長、黒髪の筋肉質。
沢田 千明
コントロールルーム操縦補佐、金髪のお姉さん。
操縦士（銀髪）・魚雷室の若者……等々
センチュリオンのクルーたち。名称不明。
遥
恵介の婚約者。センチュリオンの試験航海の後、結ばれる予定だった。通常時のフェイスチャットにて、名前のみの出現。

### ベース（基地）
センチュリオンが海賊討伐を行う際、物資などの補給を受ける小さな孤島に設けられた基地（BASE）。施設の大半は地下に建造されている。なぜかセンチュリオンの識別信号を認識しており、過去から来た彼らを疑いなしに受け入れた。
長老(オスカー・ガンダウルフ)
ベースの長的存在。その名のとおりの容貌で、白髪に長い白ヒゲをたくわえている小柄な老人男性。センチュリオンが突如として未来にワープしてしまった謎の事件……その全体像を知っている男である。
キース・バジーナ
ベース（基地）の主要人物でドレッドヘアー。その類稀なる力量から、ベースの人たちから称賛されている。BMの401-420G間とまれに高確率（海底都市）中のフェイスチャットにて出現。
チョビ髭男
キースの相棒的な存在。名前不明。
ベースの男女
通常時のフェイスチャットでのみ出現する男女。

### 市民防衛軍
海賊たちから身を守るため、有志によって結成された軍隊。海賊の討伐も行うベース（基地）とは、また違う組織である。
クラウス・M・ローゼンバーグ（声：小上裕通）
市民防衛軍の長的存在。金髪でナルシスト。
謎の女側近A・B(マリア・クレア)
クラウスの側に仕える、紫短髪・赤色長髪の2人の女。非常に無口で、物語中は表情一つすら変えない。何を専門としているのかも不明。しかも敵である筈のマスターに仕えていた時期があり、その行動・存在意義は全く謎に包まれている。
リチャード・タイラス
旗艦「カスタリア」の艦長で、市民防衛軍司令官でもある人物。落ち着いた物腰だが、言葉の節々に何か陰謀めいた感じを残す。BMでは恵介と協力してエル（el）を撃破する。
マイケル・サワムラ
タイラスの部下。カスタリアの搭乗員だったが、タイラスの指示で特殊装備を施した「カスタリアII」に乗り込むことになる。しかしエンディングでは、その特殊装備の証拠隠滅のために潜水艦ごと爆破され死亡。

### 海賊
センチュリオンと戦うことになる相手たち。《》内は登場するBM継続ゲーム数。なぜか過去から来たセンチュリオンを、必死に探している。
ドブロフスキー《001-200G》（声：ふくまつ進紗）
通称「ドブ」。力で人々を押さえつける東の海の海賊「ライラプス（LAELAPS）」のお頭。片手にムチを持った、筋骨隆々のヒゲ男。
ケイ（K）《201-400,441-500G》（声：奥島和美）
自由気ままな西の海の海賊「バーニーズ（BARNEYS）」を統べる女海賊。部下からは「お嬢」と呼ばれる。左手にはカギ爪（脱着可能で、左手が無いわけではない）を、右目には眼帯をそれぞれ着けている。右目にしている眼帯は目が見えないわけではなく、右目が発光する特殊体質を隠すため。恵介の娘であることはわかっているが、何故その彼女が海賊をしているのか詳しい経緯は今作では明かされていない。
エル（el）《501-700G、801G-》
南の海の海賊「アイオーン（AIΩN）」の主。「不死身」という二つ名を持ち、マスター（下記参照）の手によって潜水艦ごと"無限"に生み出される謎の"人型ロボット"兵。言葉を話すことも可能だが、戦闘中は滅多に喋らない。
マスター《599-700G、エンディング》（声：小上裕通）
この時代の海賊達を統べる存在。エルを大量に作り出せる巨大な海賊船「フォボス」に乗り込み、鳴海兄妹を意のままに扱える謎の【超能力】を持つ。正次郎は何故かNo.13（ナンバーサーティーン……13番目の超能力者）と呼ぶ。一つ目の仮面をつけており、その素顔は市民防衛軍のクラウスと全く同じ顔をしている。市民防衛軍&センチュリオンとの激闘の末、死亡。

## その他

### 物語内の施設名等
アクロポリス
『2027』の舞台において、数少ない陸地に建てられた施設。市民防衛軍のリーダーであるクラウスがいる。
食堂
ベース（基地）の地上部分に建てられた施設のひとつ。周りの景色（水平線）が一望できる。紫外線をカットする特殊なガラスが張ってあるため紫外線の強い昼間でも利用が可能だが、安全のため昼間はシャッターで閉じられている。
end of a century deep（世紀末海溝）
マスターとの最終決戦が繰り広げられた海域名。
No.xx（ナンバーxx）
作中では「xx番目の超能力者」という意味で用いられている。マスター（No.13）の他に、あと3人の超能力者がいるという。
アクティオン
ドブロフスキーの潜水艦。攻撃に特化した大型潜水艦である。モデルはロシアのタイフーン級原子力潜水艦。
セルフィッシュ
ケイの潜水艦。小型で攻撃力は乏しいが、航行能力に長ける。
マイラ
elの潜水艦。艦首が何故か人の顔をしている。
フォボス
マスターの潜水艦。球状のかなり巨大な潜水艦であり、内部でel潜水艦を無限に生成できる謎の技術を持つ。
カスタリア・カスタリアII
市民防衛軍の潜水艦名。elの潜水艦と音紋が酷似している。

### パネル
『2027』には3種類のパネルが存在する。
1. センチュリオンパネル（初期パネル）
2. 恵介パネル
3. 優&愛パネル

※優・愛パネルのみ、各ランプの色や形が少し異なっている。なお『2027X』のパネルは1種類のみ。

## オンラインゲーム
777town.net、NEXON777にてプレイ可能。